# Phyuth Yoeun
Phyuth Yoeun, né le 5 mars 1996 à Kampong Spoe, est un coureur cycliste cambodgien.

## Biographie
Originaire de Kampong Spoe, Phyuth Yoeun est un spécialiste des épreuves de VTT, discipline dans laquelle il a remporté plusieurs victoires dans son pays,. En 2015, il remporte le titre de champion du Cambodge sur route.
Pour la saison 2018, il est recruté par l'équipe continentale laotienne Nex CCN. Au mois de septembre, il se classe 6e, 9e et 11e d'étapes sur le Tour de Singkarak.
En 2020, il intègre la nouvelle équipe cambodgienne Cambodia.

## Palmarès sur route
- 2015
  -  Champion du Cambodge sur route